# Дрокин, Елисей Петрович
Елисе́й Петро́вич Дрокин (1887, Архангельск, Российская империя — 28 июня 1918, Барнаул, Белое движение) — участник борьбы за власть Советов на Алтае.

## Биография
Родился в Архангельске, в семье столяра. Рано лишился отца. С матерью переехал в Тюмень, работал учеником слесаря, помощником механика парохода. С 1914 в Барнауле, в Бобровском Затоне, старший помощник механика парохода.

## Революционная деятельность
После Февральской революции 1917 — один из руководителей большевистской организации в Затоне, участвовал в формировании отряда Красной Гвардии из рабочих-водников, избирался членом Барнаульского совета рабочих и солдатских депутатов. После взятия Барнаула белочехами и белогвардейцами вместе с учителем Н. А. Тихоновым бежал на пароходе в Бийск, но, увидев что и там победила контрреволюция, возвратился назад. Вскоре оба были опознаны и 28 июня 1918 г. расстреляны «при попытке к бегству».

## Память
Именем Дрокина названа улица в Нагорной части Барнаула (бывший Лазаревский переулок).
Также именем «Елисей Дрокин» в 1920 году был назван речной грузопассажирский пароход, ранее называвшийся «Скромный», который до революции принадлежал барнаульскому купцу Илье Фуксману. Пароход выполнял рейсы по маршруту Новосибирск — Барнаул — Новосибирск примерно до начала 1960-х годов.